# نيكوتين الإينوزيتول
نيكوتينات الإينوزيتول (بالإنجليزية: Inositol nicotinate)‏ هو نوع من النياسين يمنع الاحمرار عن طريق تكسيره إلى مستقلبات النياسين (حمض النيكوتينيك) والإينوزيتول بمعدل بطيء.